# Addams (krater wenusjański)
Krater Addams – krater uderzeniowy na planecie Wenus o średnicy 87 km, położony na współrzędnych 56,2° S i 98,9° E, nazwany na cześć Jane Addams.